# Campiglossa dirlbekorum
Campiglossa dirlbekorum
 es una especie de insecto díptero que Allen L.Norrbom describió científicamente por primera vez en el año 1999.
Esta especie pertenece al género Campiglossa de la familia Tephritidae.

## Distribución geográfica
La especie se encuentra en Mongolia.